# Gedenkstätte Deutscher Widerstand

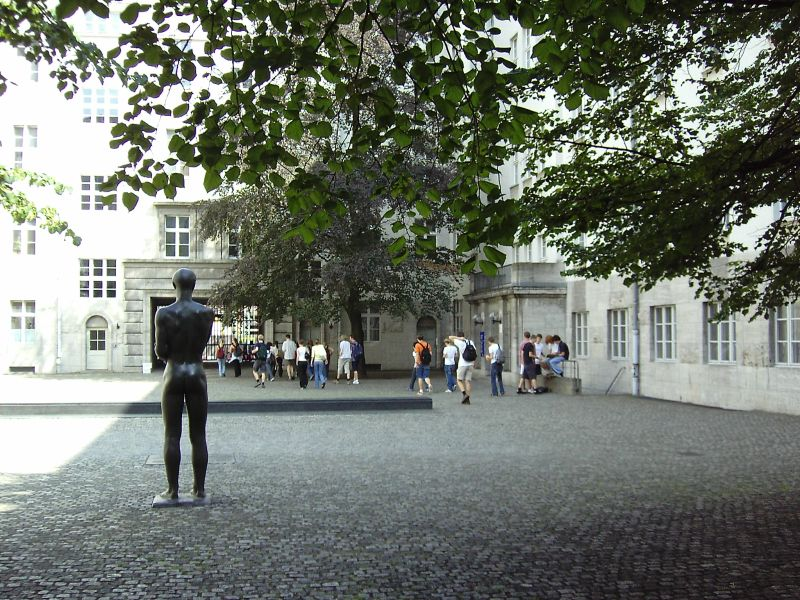
På minnesplatsens innergård finns ett minnesmärke över de medlemmar av 20 juli-kuppen 1944 som arkebuserades på gården, omedelbart efter att kuppen misslyckats.

Gedenkstätte Deutscher Widerstand är en minnesplats och ett informationscentrum om tyska motståndsrörelser i Nazityskland 1933-1945.  Minnesplatsen är belägen i Berlin i Bendlerblock, det kvarter vid Stauffenbergstrasse i stadsdelen Tiergarten där Tysklands försvarsministerium har sitt Berlinhögkvarter.  Byggnaden är känd som den byggnad som statskuppsförsöket Operation Valkyria leddes från och där flera av männen involverade i 20 juli-kuppen hade sina kontor.  Gedenkstätte Deutscher Widerstand driver även den minnesplats och utställning som finns vid den historiska avrättningsplatsen i Plötzenseefängelset.
Minnesplatsen utmärktes redan 1953 av en bronsstaty.  Gatan utanför minnesplatsen heter sedan 1955 Stauffenbergstrasse efter Claus Schenk von Stauffenberg, en av de avrättade kuppledarna och den som utförde attentatet mot Adolf Hitler 20 juli 1944.  